# Albert Schaff
Albert Schaff (n. 8 aprilie 1885, Paris, Île-de-France, Franța – d. 21 aprilie 1968, Compiègne, Picardie⁠(d), Franța) a fost un fotbalist francez. A jucat într-un singur meci pentru Echipa națională de fotbal a Franței în 1914.